# Blot-l’Église
Blot-l’Église település Franciaországban, Puy-de-Dôme megyében. Lakosainak száma 441 fő (2022. január 1.). Blot-l’Église Ayat-sur-Sioule, Charbonnières-les-Vieilles, Châteauneuf-les-Bains, Lisseuil, Saint-Angel, Saint-Hilaire-la-Croix, Saint-Pardoux és Saint-Rémy-de-Blot községekkel határos.

## Népesség
A település népességének változása:
| Lakosok száma | 383  | 385  | 407  | 421  | 439  | 440  | 445  | 445  | 441  |
|               | 2013 | 2015 | 2016 | 2017 | 2018 | 2019 | 2020 | 2021 | 2022 |